# Jardin d'été (Saint-Pétersbourg)

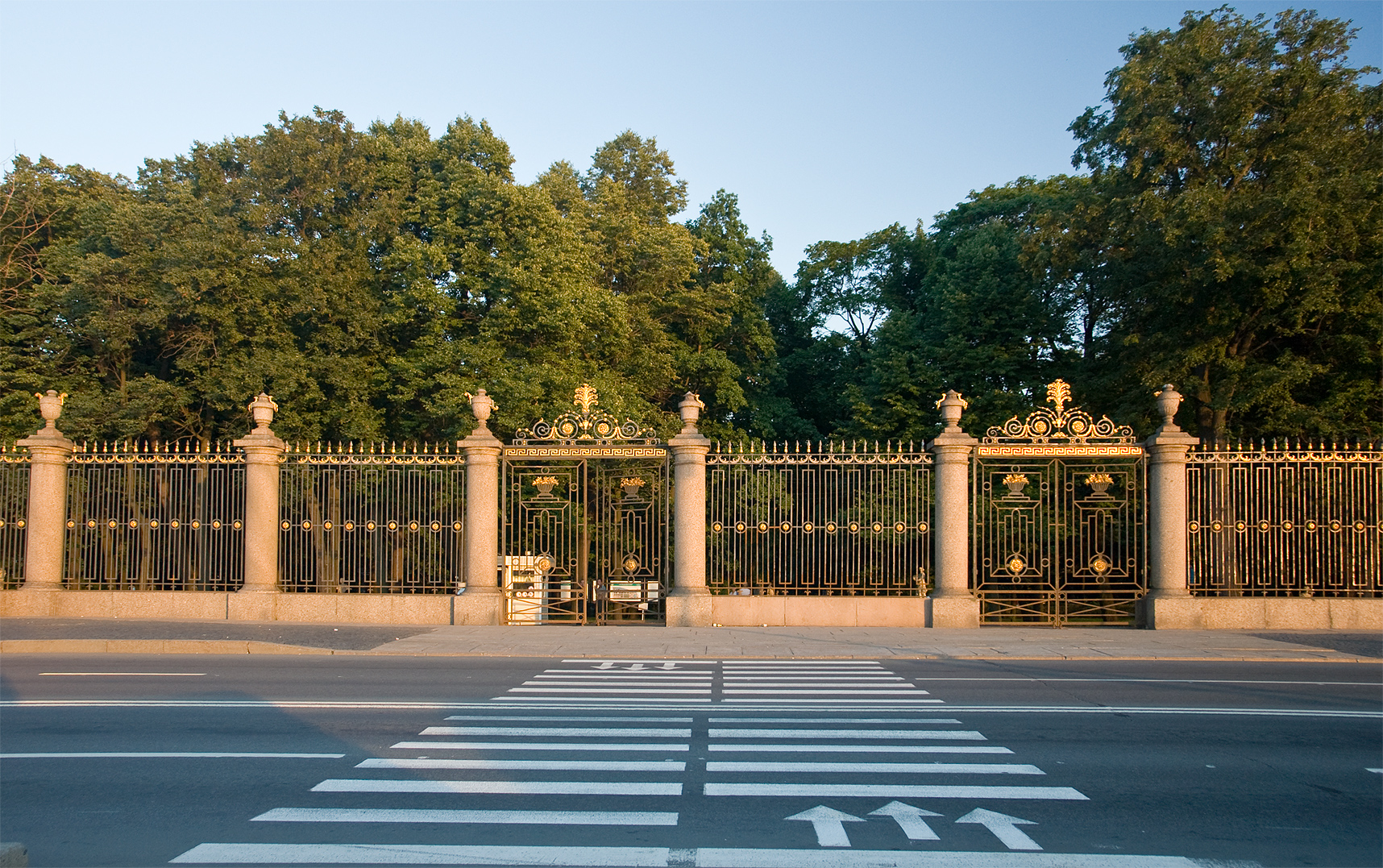
Le portail du jardin, un bel ouvrage en fer forgé qui constitue un des symboles de Saint-Pétersbourg.

Le Jardin d’Été (en russe : Летний сад) est un jardin public « à la française » situé au cœur de la ville de Saint-Pétersbourg en Russie. Premier jardin de Saint-Pétersbourg, il a été réalisé entre les années 1704 et 1719 sur un plan esquissé par le tsar Pierre le Grand. Le parc est situé au bord de la Neva qui le longe au nord. Il est par ailleurs entouré par le canal des Cygnes à l'ouest, la Fontanka à l'est et la Moïka au sud.

## Historique
Le parc a été conçu par Le  Blond, Zemtsov et Matveïev. À l'époque les jardins à la française sont à la mode : il est organisé en quadrilatères réguliers plantés d'arbres (initialement des arbustes et des parterres de fleurs) séparés par des allées. Des sculptures, que Pierre avait fait ramener d'Italie, représentent des personnages de la mythologie grecque et romaine. Des bals et des feux d'artifice y étaient organisés. Pierre le Grand y a fait édifier entre 1710 et 1714 son Palais d’Été, un bâtiment modeste dans lequel il venait se délasser. En 1763, les berges de la Neva sont aménagées et recouvertes de granite : le quai du Palais longe le jardin qui est alors clôturé entre 1777 et 1784 par une grille, chef-d'œuvre de fer forgé qui constitue désormais un des emblèmes de la ville.
Le parc comportait des dizaines de fontaines alimentées par le canal Ligovski creusé à cet effet. À la suite des inondations de 1777, les fontaines et leur machinerie furent détruites et ne furent jamais reconstruites.
Le jardin, à l'usage exclusif du tsar à sa création, sera progressivement ouvert au public au cours du XVIIIe siècle. Il devient au XIXe siècle un lieu très prisé par les habitants de la ville.
À la suite d'une inondation dévastatrice en 1824, ce jardin est refait dans le style " à l'anglaise ".

## Les statues du Jardin d’Été
Au début du XVIIIe siècle, les allées commencèrent à s’orner de statues de marbre, exécutées surtout par des artistes italiens de l’école vénitienne : Pietro Baratta, Antonia Tarsa, Giovanni Bonazza et d’autres. Certaines étaient des portraits ; parmi eux se sont conserves les bustes d’Alexandre le Grand, de Jules César, des empereurs romains : Auguste, Néron, Trajan, Claude ; du roi de Pologne John Sobiesski, de la reine de Suède Christine. 
Un grand programme de reconstruction est engagé depuis 2009 et qui durera jusqu'en 2011. Ce programme de restauration, le plus vaste que connaît le jardin depuis sa création, prévoit notamment la restauration des ferronneries de la grille mais aussi la restauration des statues du parc, leur remplacement par des moulages ainsi que leur sécurisation par des caméras vidéos. Le programme prévoit aussi la replantation des arbres malades et fragilisés qui rendent la promenade dangereuse. Les travaux visent enfin et principalement à la renaissance du jardin classique originel disparu au XIXe siècle et mènera donc à la replantation d'allées et de perspectives disparues ; il mènera d'autre part à la recréation de fontaines ornementales, de bosquets disparus et d'un labyrinthe. L'ancienne porte du jardin murée en 1881 pour y adosser la chapelle commémorative de l'attentat contre l'empereur Alexandre II (détruite à la révolution) sera enfin restituée, rendant ainsi au jardin une de ses entrées monumentales.
L'enveloppe prévue pour ces travaux a fait l'objet de nombreuses réévaluations à cause de la crise économique et ne permet pas encore une estimation claire et définitive. Néanmoins, on peut avancer avec certitude un montant global d'une centaine de millions d'euros.

## Bibliographie

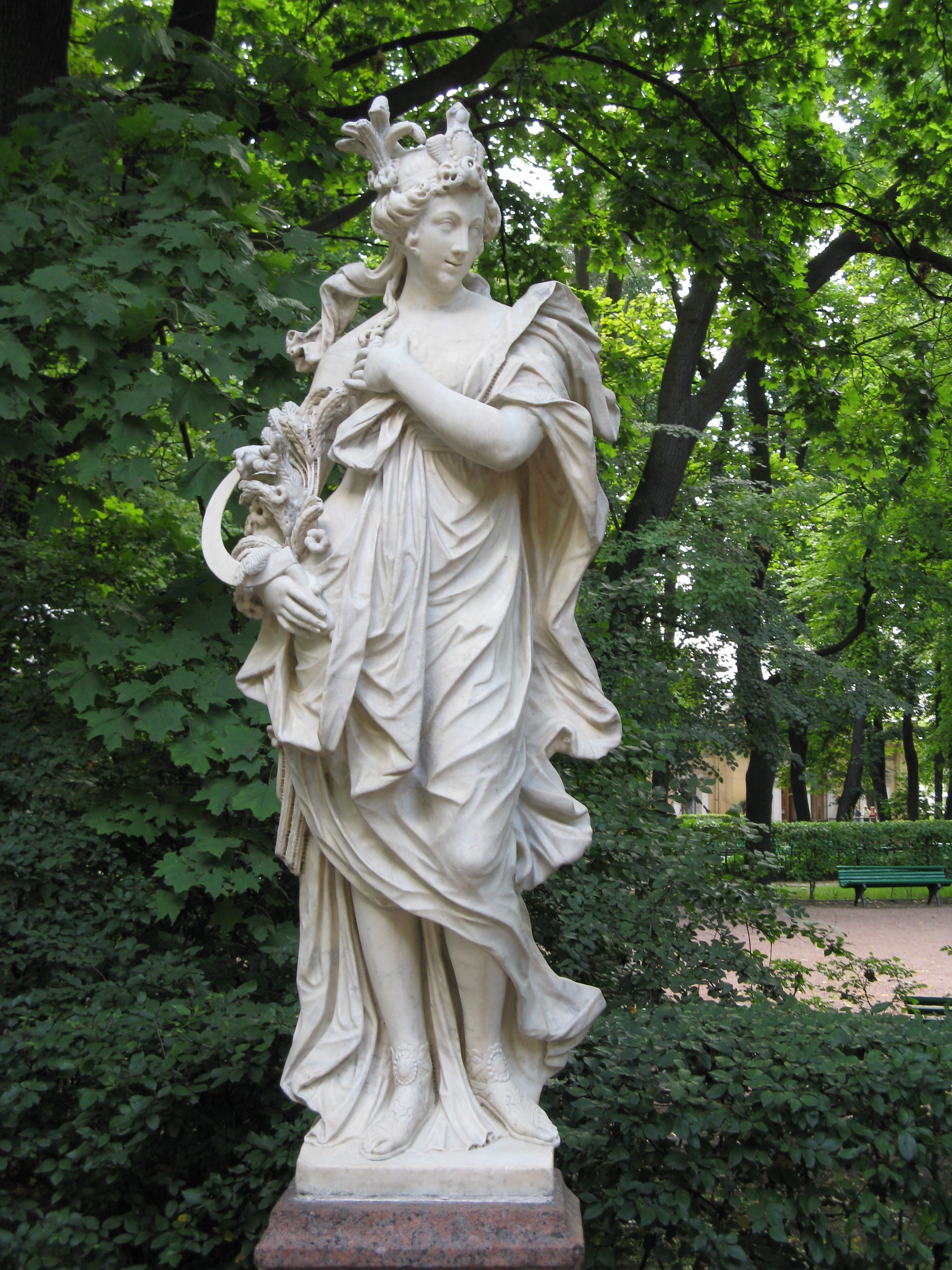
Statue de Cérès, de Thomas Quellinus